# 하드스타일
하드스타일(hardstyle)은 1990년대 후반 ~ 2000년대 초반 하드코어 테크노와 하드 트랜스의 영향을 받아 탄생한 전자 음악의 장르이다. 템포는 140 ~ 150으로 2000년대 중반 이후 150으로 고정되어 있다. 하드 트랜스, 하우스보단 빠른 편이다. 초기 하드스타일은 딱딱한 킥드럼과 보컬이 들어있지 않은 멜로디 때문에 하드 트랜스에 불과하였으나 2005년부터 누-스타일 (Nu-Style)이라 불리는 형태가 등장하면서 기존의 킥드럼이 지금의 형태로 발전하였으며 2011년부터는 로스타일 (Rawstyle)과 유포릭 하드스타일 (Euphoric Hardstyle)로 분리된다. 로스타일은 어두운 느낌의 하드스타일, 유포릭은 밝은 느낌의 하드스타일로 불린다.

## 하드스타일의 갈래
- 얼리 하드스타일 (Early Hardstyle) - 누스타일이 나오기 전인 2000년대 초반부터 2000년대 중반까지의 하드스타일을 뜻하며, BPM은 140 ~ 150 정도이다. 하드 트랜스에 가까운 킥과 단순한 멜로디가 특징이다.
- 누스타일 (Nu-Style) - 2005년부터 2011년까지의 하드스타일을 뜻하며 화려한 멜로디와 보컬, 하드스타일 특유의 킥이 특징이다.
- 유포릭 하드스타일 (Euphoric Hardstyle) - 밝고 경쾌한 느낌의 하드스타일로 멜로디를 중심으로 한다.
- 로스타일 (Rawstyle) - 어둡고 강렬한 느낌의 하드스타일로 어두운 느낌의 멜로디, 강렬한 킥드럼과 스크리치가 특징이다. 로스타일의 시초는 2010년 "Zatox feat. Nikkita - Raw Style"에서 시작되었으며 2013년부터 현재의 형태로 발전하게 된다. 템포는 150 ~ 160 정도이다.
- 로포릭 (Rawphoric) - 밝고 경쾌한 느낌의 하드스타일에 로스타일에서 볼 수 있는 강렬한 킥드럼을 결합한 하드스타일로 2015년부터 등장하기 시작하였다. 현재는 주류지만 최근 유포릭과 로스타일 대신 이 형태를 중심으로 보는 경우가 있다.

### 세부 갈래
- 리버스 베이스 (Reverse Bass) - 베이스를 반전시켜 소리를 점점 커지게 하는 형태를 말하며 과거에는 하드스타일에서는 가장 중요한 요소로 불리기도 했으나, 최근에는 하드스타일 특유의 킥으로 대체되어 영향이 줄어들었다. 2014년 "Audiofreq - Warcry"가 유행하면서 다시 한번 리버스 베이스 위주의 하드스타일을 양산하기 시작한다.
- 덥스타일 (Dubstyle) - 하드스타일에 덥스텝 요소를 결합한 장르지만 현재는 거의 소멸한 상태이다.
- 점프스타일 (Jumpstyle) - 템포가 140으로 하드스타일 중 느린 편이지만 밝은 신스 멜로디와 카우벨 소리를 이용해 흥을 돋우는 멜로디가 특징이다.
- 테크스타일 (Tekstyle) - 점프스타일의 하위 갈래로 클라이맥스에서는 독특한 스크리치를 사용하는 것이 특징이다.
- 프리스타일 (Freestyle) - 빅 룸 하우스와 트랩 음악에 영향을 받아 탄생한 하드스타일의 갈래 중 하나이다.
- 엑스트라 로 (Xtra Raw) - 로스타일보다 BPM이 155 ~ 160으로 하드코어 테크노와 가깝다. 로스타일보다 실험적인 킥드럼이나 매력적인 사운드 등이 특징이다.
- 사이스타일 (Psystyle) - 하드스타일에 사이키델릭 트랜스 요소를 결합한 것으로 2016년부터 일부 아티스트들이 사이키델릭 트랜스를 이용한 하드스타일을 내놓으면서 팬들의 주목을 받기 시작했다.

## 아티스트
- 헤드헌터즈 - 하드스타일의 대표적인 아티스트. 2005년 스캔트랙스에 들어가 인기를 떨쳤으며 2013년 울트라 뮤직에 계약하면서 나중에는 일렉트로 하우스로 전향, 2017년 다시금 하드스타일 씬으로 복귀하였으며 자신의 레이블인 아트 오브 크리에이션을 설립하였으며 현재 수장 격이다.
- 디 프로펫 - 지금으로서는 30년 가까이 활동하고 있는 아티스트이며 과거 하드코어 테크노 씬에 주력함에 따라 수많은 명의를 거쳐 하드스타일로 전향했다. 스캔트랙스의 수장이다.
- 노이스컨트롤러즈 - 바스 오스캄과 아르잔 테르프스트라로 구성된 하드스타일 듀오로 2005년부터 활동을 시작하였으나 2013년 아르잔의 탈퇴로 바스가 혼자 NC를 맡게 되면서 이는 현재까지 이어지고 있는 중이다.
- 디-블록 앤 에스테판 - 2004년부터 활동을 시작한 하드스타일 듀오이며 스캔트랙스 에볼루션즈의 수장이다.
- 쿤 - 더티 워크스의 수장으로 2002년부터 활동을 시작했다. 본래는 점프스타일에 가까웠으나 2000년대 이후에 들어서면서 누-스타일을 거쳐 유포릭으로 전향한다. 2006년 더티 워크스를 창립하고 2014년에는 스티브 아오키의 레이블 딤 마크에 계약하였다. 2018년 투모로랜드에서는 처음으로 메인스테이지로 참여하였다.
- 래디컬 리뎀션 - 마이너스 이즈 모어 소속으로 크라이시스, 체인 리액션과 함께 마이너스 밀리샤를 이끌고 있다. 2012년 활동을 시작했다.
- 자톡스 - 2003년 활동을 시작한 아티스트로 후에 이탈리안 하드스타일의 수장, 로스타일의 시초 격인 "Raw Style"을 출시한 아티스트로 불린다.

## 각국의 하드스타일

### 한국
현재 한국의 하드스타일 이벤트로는 하드 메이커와 아워글래스 두 종류로 나뉘며 국내에서 하드스타일이 시작된 계기는 2008년 싸이월드 클럽의 커뮤니티인 Hard Style Music(하드 스타일 뮤직)에서 시작된다. 이후 이 곳에서 셔플 댄스 붐을 유행시켰으며 2012년에는 Hpnotic, Impacter가 하드스타일 DJ로 데뷔한다. 하지만 HSM은 네이버 카페로의 이전, DJ에 대한 역량과 기획적인 경험 부족 등을 이유로 분열되면서 2013년 "레이브 애비뉴"로 활동하기 시작한다. 이후 신촌에서 레이브 애비뉴 파티를 열기 시작해 당시 HSM 회원들과 독자 커뮤니티 회원들까지 모여 이를 성공시켰다. 2015년 4월에는 국내 최초로 하드스타일 클럽인 행오버를 압구정에 오픈시켰지만 9월 운영 악화로 문을 닫는다. 2015년 9월 레이브 애비뉴가 하드 댄스 드라이버즈로 변경하면서 무난한 활동을 이어갔다. 2016년 8월에는 베이스크랩이 맥시멈 베이스를 오픈시켰고 11월에는 하드스타일 외에도 R&B, 힙합을 주로 하는 투컬러가 이태원에 오픈한다. 2016년부터는 월드 DJ 페스티벌이 큐댄스와 제휴하면서 해외 하드스타일 아티스트들이 중심이 되는 큐댄스 스테이지가 생기게 된다. 2017년에는 판타지아를 오픈시켰고 사이키델릭 트랜스와 하드스타일을 융합하였다. 나중에는 덥스텝은 물론 베이스 음악, 하드스타일이 주 장르인 인베이더즈 레코드가 출범하였으며 9월에는 월드 클럽 돔 코리아가 들어오면서 단독 하드스타일 스테이지가 세워졌지만 여러 요인들로 인하여 2018년부터는 WCD에서 하드스타일을 볼 수 없게 된다. 이후 2017년 12월 HDD에서 쏨보와 베이스크랩의 활동이 중단되었고 이후 인베이더즈로 옮겨 활동하였다가 2018년 9월 동명의 파티인 아워글래스를 레이블로 설립하기에 이른다. 2018년 3월 HDD는 활동을 중단함에 따라 하드 신 메이커즈와 아워글래스로 나뉘었다. 2019년에는 스트라이크 뮤직 페스티벌의 진행과 함께 하드 스트라이크 뮤직 페스티벌이 진행되었다. 2020년 HSM이 하드 메이커로 명칭을 변경하였다.
대표적인 아티스트로는 쏨보, 카보네이츠, 리란, THE3, Hpnotic, 베이스크랩 등이 있다.

### 일본
일본의 하드스타일은 동인 음악에 영향을 받았고, 하드코어 타노시의 매시브 뉴 크루와 도쿄 하드 댄스의 유타 이마이가 대표적이다. 이 밖에도 BCM 등의 하드스타일 아티스트가 있고, 하드코어 테크노, J-코어, 스피드코어에 가까운 우사오, 토파조라이트 등이 하드스타일 활동을 하고 있는 중이다.